# 天主教雅博蒂卡巴尔教区
天主教雅博蒂卡巴爾教區（拉丁語：Dioecesis Iaboticaballensis），是巴西一個天主教教區，位於聖保羅州東北部，包括二十個市。屬里貝朗普雷圖總教區。
教區成立於教區成立於1929年1月25日，2006年教區有教友327,000人，佔總人口73.3%。有卅九個堂區、司鐸五十八人。現任教區主教為費爾南多·安多尼·布羅基尼。